# Madre Marie-Anastasie
Madre Marie-Anastasie, bautizada con el nombre de Alexandrine Conduché (17 de noviembre de 1833,  Compeyre – 21 de abril de 1878, Bor-et-Bar, Francia) hizo su formación inicial con las hermanas de Notre-Dame y posteriormente fundó a las Dominicas de la Congregación de Nuestra Señora del Santo Rosario.

## Biografía

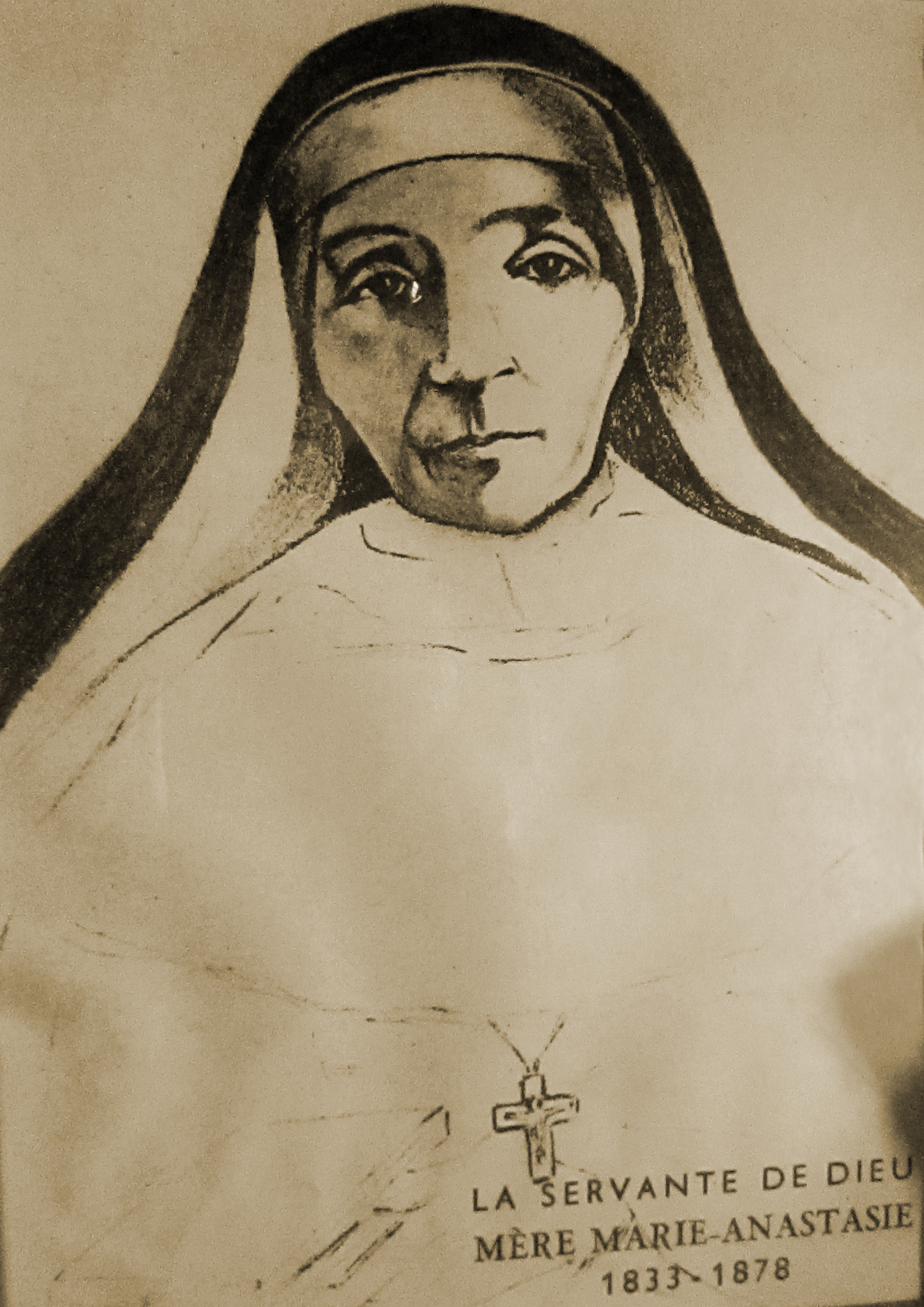
Convento de Bor - Francia, 2016

Madre Marie-Anastasie nació el día 17 de noviembre de 1833, en Compeyre, en una pequeña parroquia de la diócesis de Rodez algunos kilómetros de Millau, en Francia.
Su padre, Joseph Conduché, un zapatero y cristiano devoto, se casó con Marie-Jeanne Artiéres. El matrimonio tuvo 6 hijos, mas solamente 2 hijas sobrevivieron- Alexandrine y Josephine.
Alejandrine Counduche, la futura hermana Marie Anastasie, era la más mayor. Ella fue educada en casa, por sus padres, hasta los 4 años. Después fue a la escuela de Compeyre y poco tiempo después, sus padres la cambiaron de escuela, llevándola a una escuela en la parroquia vecina en Aguessac, seguida por las “hermanas de la unión”.
Era una niña tranquila, dedicada y serena que mantenía un comportamiento solidario en todos los lugares y situaciones. Desde pequeña, Alexandrine demostró gran interés por conocer la vida de los santos y pasaba largas horas leyendo al respecto. A los 11 años, Alexandrine hizo la primera comunión.
Algunos meses después, sus padres decidieron sacarla de la escuela para quedarse en casa. La madre estaba enferma y el padre no tenía todavía un trabajo. Ese fue un período difícil de pobreza en que Alexandrine necesitó sustituir a su madre en los trabajos domésticos. Ella aprendió a coser y a bordar.
La madre de Alexandrine hacía parte de una familia con varios sacerdotes. En ese período, 3 ejercían ministerio en la diócesis de Rodez: su hermano Artières, padre de Tizac; su tío Jean-Pierre Gavalda, padre de Bor y su sobrino, Jean-Francois Gavalda que trabajaban juntos. En junio de 1847, Alexandrine se mudó para Tizac a invitación del padre Artières para vivir en la parroquia de verde Ségala.
En los primeros meses, Alexandrine hacía los trabajos de casa, pero cuando ella cumplió 14 años, él le pidió abrir una sala de aula para los niños de la aldea, pues en Tizac no había escuela.
El Padre Artières orientaba a Alexandrine en cuanto a su vocación. En ese periodo, el sacerdote de Bor- el  padre Jean -Pierre Gavalda – desarrolló un proyecto para fundar una comunidad con jovencitas de la región, que él mismo formó de acuerdo con las necesidades de la parroquia. Como él ya tenía una ayudante, su sobrina Virginie Gavalda, que vivía con él en el presbítero de Bort, le propuso al padre Artière que Alexandrine y Virginie asumieran la nueva fundación. En el día de finados de 1848, Alexandrine fue a vivir en Bor colocándose a disposición del padre Gavalda. 

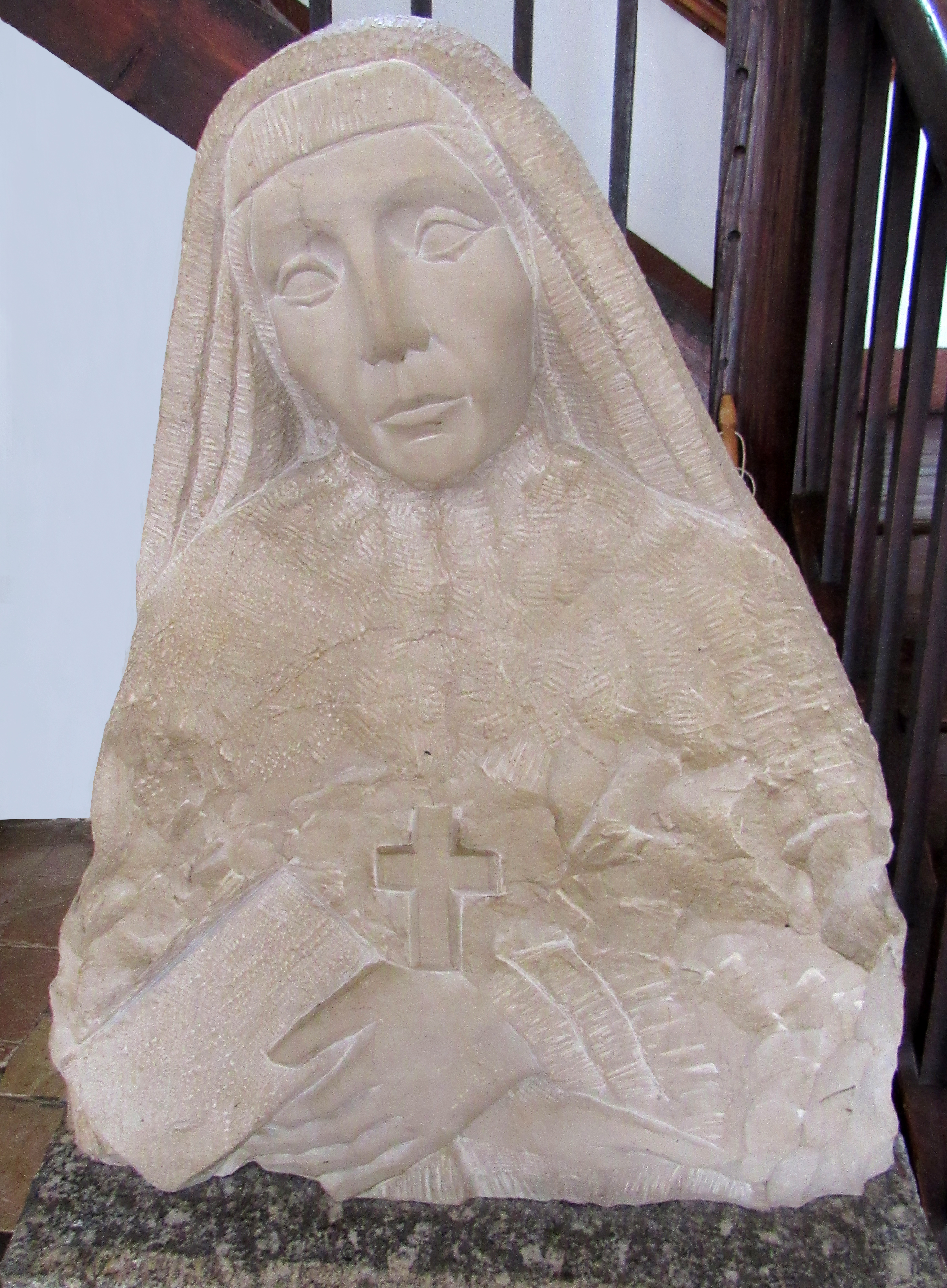
Escultura localizada en el Convento de Bor - Francia, 2016

Entretanto, las dos jóvenes todavía necesitaban de formación, por eso, el 10 de marzo de 1849, fueron enviadas para su formación a la comunidad religiosa de las Hermanas de Notre Dame, en Saint Julien d’ Empare, en la diócesis de Rodez, cerca de Capdenac. El 8 de abril, Alexandrine pasó para el grupo de las postulantes. Dos meses después, el 14 de junio, fue llamada para colocarse el hábito religioso y adoptó el nombre de Hermana Marie- Anastasie, que significa Resurrección. La sobrina del Padre Gavalda, Virginie Gavalda, fue nombrada Hermana Saint-Joseph.
Después de seis meses de formación, por insistencia del Padre Gavalda, regresaron a Bor el 31 de diciembre de 1849. En el día siguiente, el 1 de enero de 1850, con el inicio de las clases, comenzó la fundación. Debido al privilegio de la edad, la Hermana Saint-Joseph fue nombrada Superiora a los 24 años. La Hermana Marie-Anastasie fue encargada de la escuela, con la edad de 17 años, además de dar continuidad a su noviciado bajo la dirección del padre Gavalda.

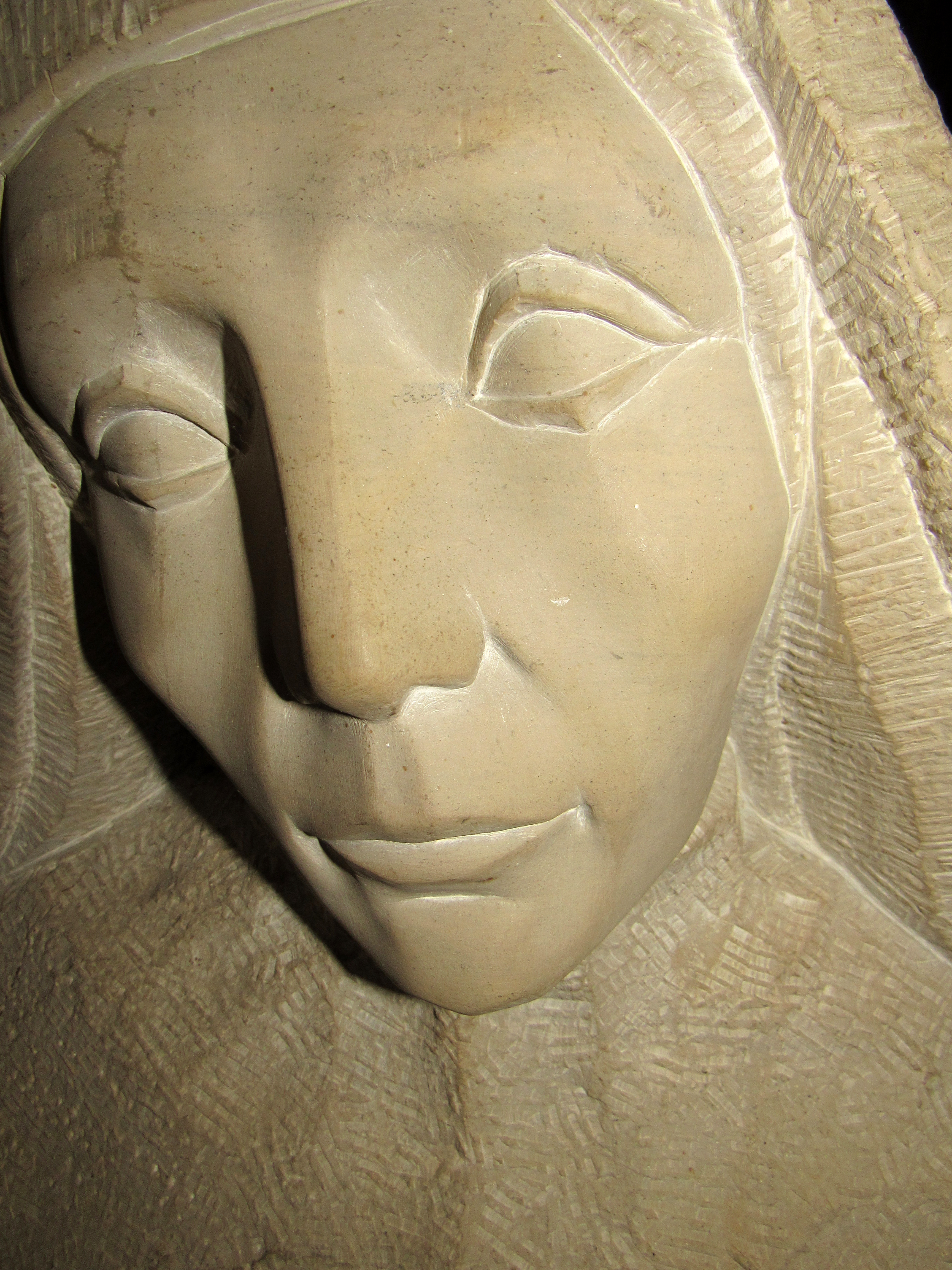
Escultura en granito de Madre Anastasie, Bor-Francia, 2016

En aquel momento, la comunidad estaba compuesta por las dos novicias, Hermana Saint-Joseph y Hermana Marie-Anastasie, y por tres aspirantes que esperaban del Padre Caubel la admisión en el postulado. Ese momento marca el inicio de la Congregación de las Hermanas Dominicanas de Nuestra Señora del Rosario de Monteils que se inició por la perseverancia del Padre Gavalda, párroco de Bor. La Congregación fue oficializada el 30 de marzo de 1850, por Jean Francois Croizier, obispo de Rodez, sur de Francia, departamento de Aveyron. En virtud de las dificultades para conciliar los estudios con la realidad del trabajo rural, un grupo episcopal vino a orientar en cuanto a la situación canónica de las nuevas religiosas: Ellas recibieron el nombre de Hermana de la Tercera Orden de Saint-Dominique y fueron confiadas para las orientaciones sobre el proceso de formación de la Congregación de Dominicanas de Gramond, estudiando sus costumbres, su espíritu y su regla.
Después de una larga espera, el día 1 de enero de 1851, el Padre Caubel autorizó la admisión de las aspirantes al postulado. En septiembre de 1851, el Padre Caubel hizo una visita canónica y aprobó a las novicias y postulantes con uso del hábito y las dos novicias pudieron hacer los votos. Hermana Marie-Anastasie hizo los votos el 8 de octubre de 1851, fiesta de Nuestra Señora del Rosario. Ella tenía 18 años. En buena hora joven, ella fue nombrada Maestra de las Novicias y desarrolló ese trabajo por once años. En 1859, el Padre Gavalda vino a pasar un periodo con las Hermanas en el convento. Durante ese tiempo, percibió las dificultades de la Hermana Saint-Joseph en vivir las virtudes religiosas. Un tiempo después, él recomendó la salida de la Hermana Saint-Joseph de la Congregación. En septiembre de 1862, con la aprobación de la autoridad episcopal, la Hermana Saint-Joseph dejó el Instituto.
El 10 de octubre de 1862, la Hermana Marie-Anastasie fue designada por sus Hermanas como Priora de la Comunidad. En el año siguiente, en 1863, en la fiesta de Nuestra Señora del Rosario, la autoridad eclesiástica vino a hacer una visita, y ese día, la Hermana Marie- Anastasie y ocho de sus compañeras hicieron los votos perpetuos. Estaba confirmada la Congregación del Santo Rosario.
La hermana Marie –Anastasie trabajó mucho por la fundación del Instituto; ella cuidaba del convento en Bor y de las otras Hermanas, siguiendo religiosamente las leyes generales de la vida religiosa, cultivando la práctica del silencio, la oración, la bondad, la pobreza y la simplicidad. El trabajo de la Hermana Marie-Anastasie fue reconocido para los exteriores del convento de Bor, que quedó pequeño para acoger el gran número de jóvenes, atraídas por la vida religiosa y la regularidad demostrada por las Hermanas. La reputación de las Hermanas era fruto también de la competencia profesional, que se destacaba no sólo en el área educacional, sino también por la apertura social asistencia a los enfermos realizada por medio de visitas familiares.
La Hermana Marie-Anastasie visitaba las comunidades a pie, constantemente, a fin de garantizar los principios originales de la fundación, especialmente la prudencia, la bondad, la oración, la regularidad religiosa, las grandes virtudes monásticas, el silencio, la pobreza la austeridad, la obediencia practicada con amor. Con todo esto, ella tenía la salud frágil y no pudo continuar por mucho tiempo por motivos de salud.
Los pedidos de alcaldes, párrocos, entre otros, para ampliar las comunidades, continuaron multiplicándose. Los superiores religiosos dieron el permiso para la fundación de otros conventos en las diócesis de Montauban, de Rodez y de Albi. En 1875, ocurrió la inserción definitiva de la Congregación de la Orden de los Pregadores, fundada por Santo Domingo de Guzmán. De 1863 a 1878, madre Marie-Anastasie abrió 17 nuevas comunidades escolares: Le Mauron (1863), Saint-Hippolyte (1866), Notre Dame de Laval (/1867), Lescure (1867), Prades (1867), Puech-Auriol (1868), Peyregoux (1868), Tayac (1868), Saint-Hilaire de Rodez (1868), Beteille (1869), Floirac (1870), Montgey (1870),Venès (1872), Saint-Laurent (1874), Lalo (1875), Artigues (1876), Villevayre (1877). En el día de la Pascua, el 21 de abril de 1878, madre Marie-Anastasie murió.
Las comunidades continuaron multiplicándose y las fundaciones tuvieron éxito en otros países limítrofes con Francia: Italia, Bélgica, Bulgaria y España. En 1885, un grupo de seis Hermanas de la Congregación atravesó el Atlántico, a pedido de la Orden Dominicana y se implantó en la ciudad de Uberaba, en el Brasil, dando continuidad a la obra de la Madre Marie-Anastasie en tierras brasileñas.

## Cronología

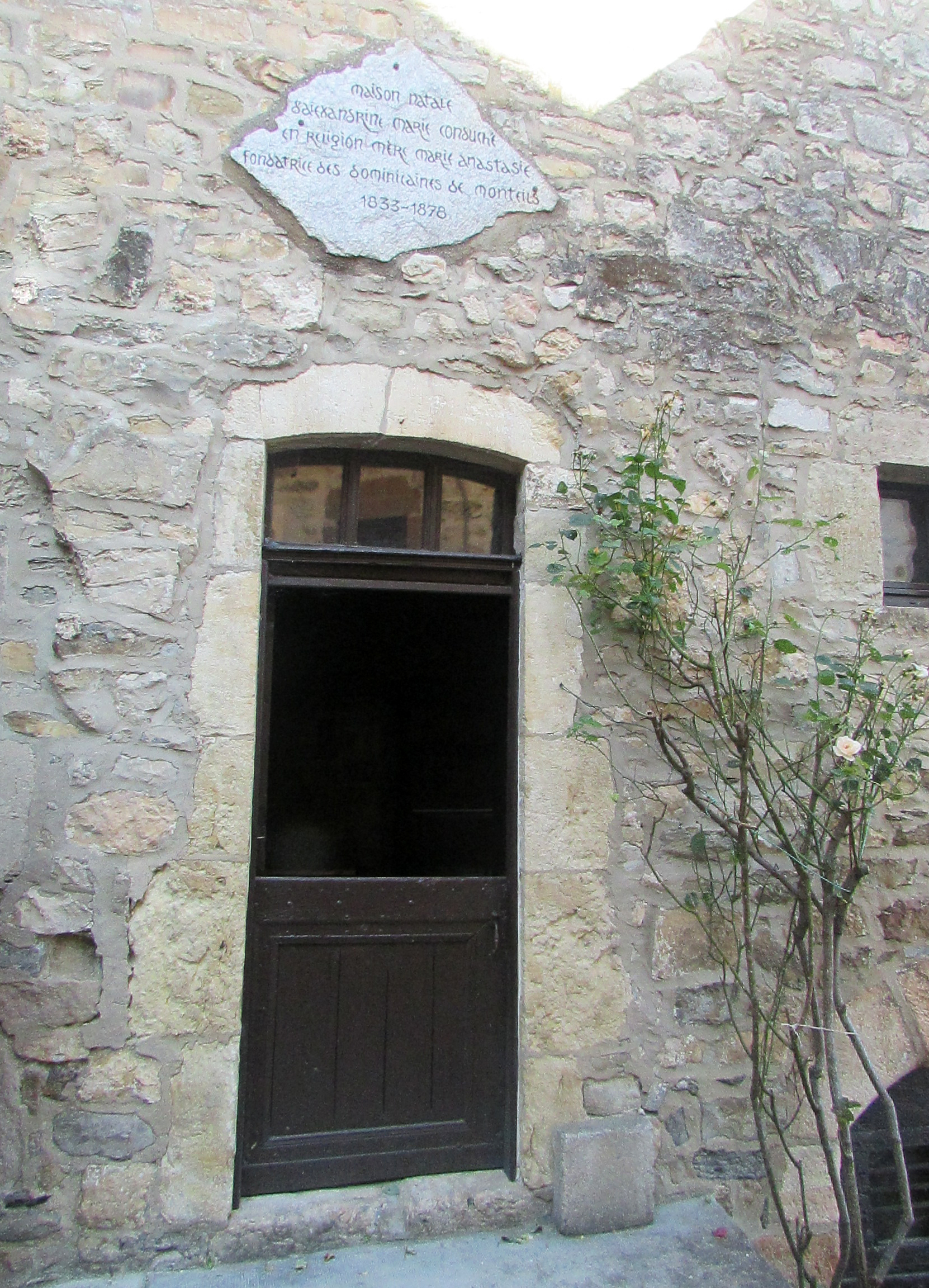
Compeyre - Francia, 2016

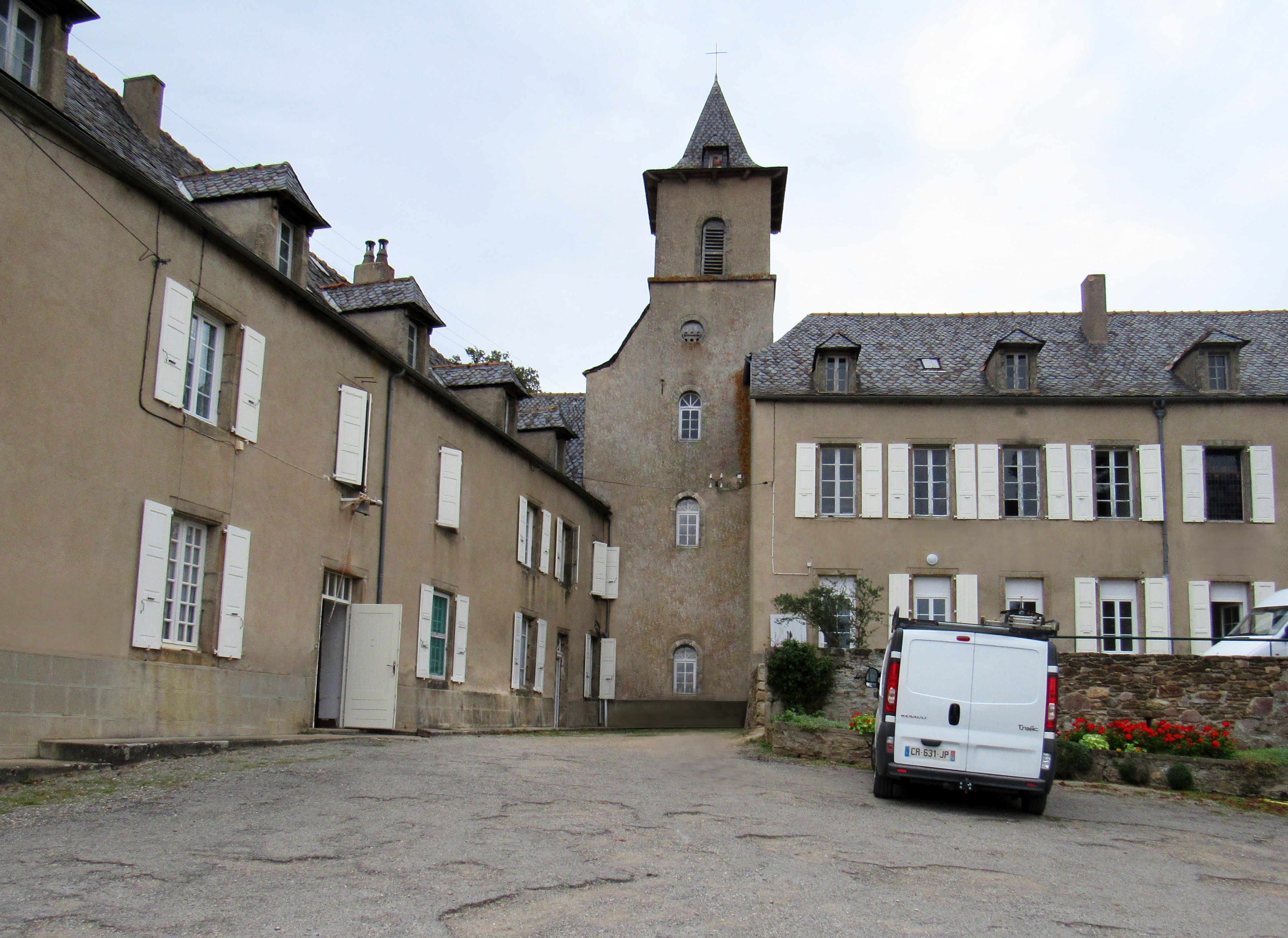
Convento de Bor - Francia, 2016

1833 – 17 de noviembre- nacimiento de Alexandrine Conduché futura madre de Marie-Anastasie,  en Compeyre, Aveyron Francia.
1837 – Alexandrine inició los estudios en la escuela parroquial de Compeyre.
1847 – junio – Alexandrine dejó Compeyre y fue a vivir a Tizac, pequeña parroquia del
verde Ségala.
1847 – noviembre Alexandrine inició su trabajo como profesora y abrió una sala de aula para los niños de la aldea de Tizac.
1848 – Día de finados, Alexandrine se mudó para Bor-et-Bar para ayudar al padre Gavalda a fundar una nueva escuela.
1849 – 10 de marzo, Alexandrine entró en el convento de Saint-Julien.
1849 - 8 de abril, Alexandrine pasó para el grupo de los postulantes.
1849 – 14 de junio, Alexandrine recibió el hábito religioso y adoptó el nombre de Marie-Anastasie, que significa  “Resurrección”.
1849 – 31 de diciembre- Hermana Marie-Anastasie dejó el convento de Saint-Julien y regresó a Bor.

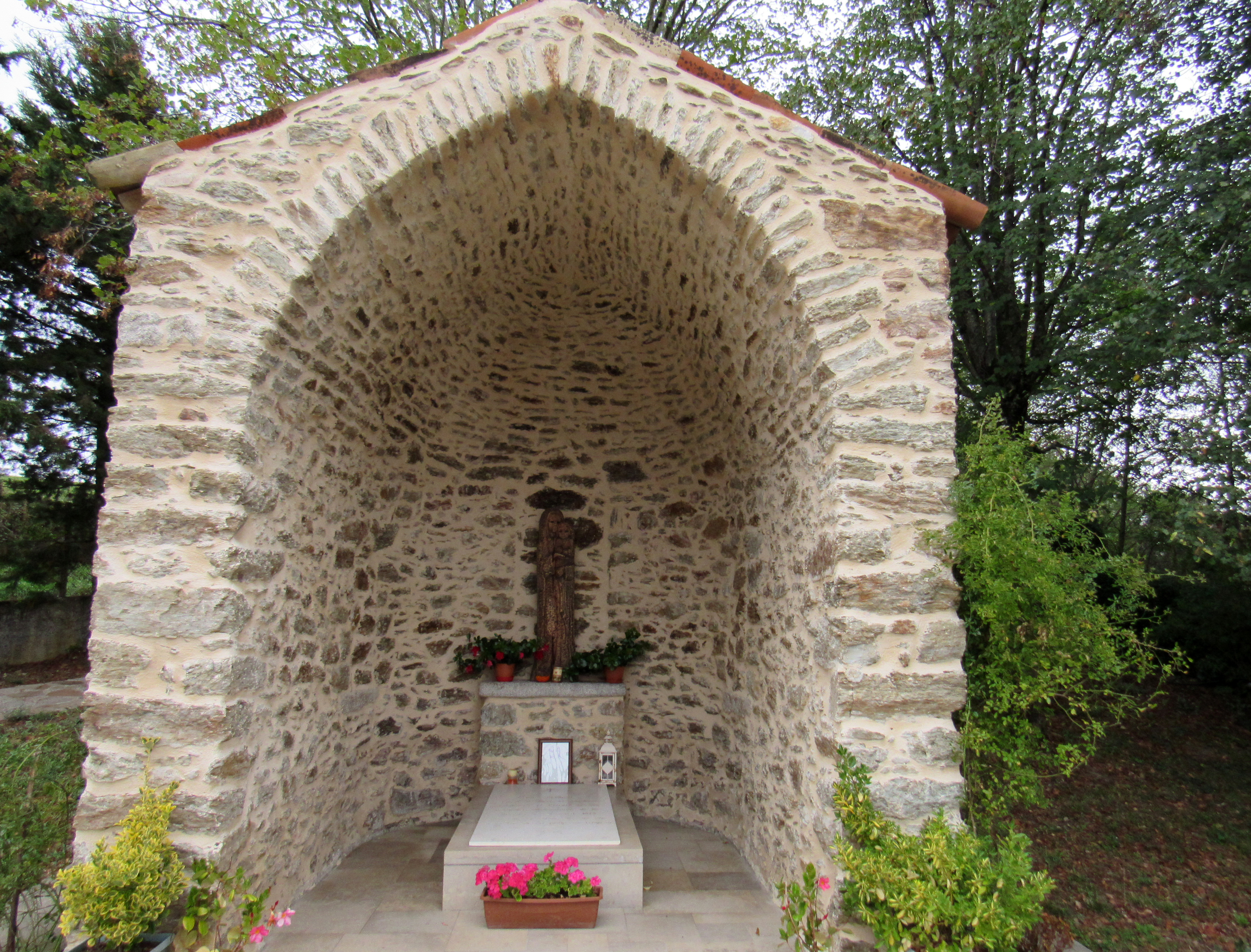
Tumba de Madre Anastasie, Bor - Francia, 2016

1850 – 1 de enero- Hermana Marie-Anastasie se convirtió en directora de la escuela parroquial, asumiendo el cargo de profesora de los niños en Bor. Esa escuela marcó la fundación de la Congregación de las Dominicanas de Nuestra Señora del Rosario de Bor.
1851 – 8 de octubre- Con 18 años la Hermana Marie-Anastasie hizo los votos religiosos.
1851 – Hermana Marie-Anastasie se volvió maestra de novicias.
1862 – 10 de octubre – Hermana Marie Anastasie fue designada por sus hermanas como Priora de la Comunidad.
1863 – Día de la fiesta de Nuestra Señora del Rosario –Hermana Anastasie hizo los votos perpetuos y fue elegida Priora General de la Congregación.
1875 – Inserción definitiva de la Congregación en la Orden de los Pregadores, fundada por Santo Domingo de Guzman.
1878 – 21 de abril – Día de la Pascua- Muerte de la Madre Anastasie en Bor.
1885 – Un grupo de seis Hermanas de la Congregación  atravesó el Atlántico. A pedido de la Orden Dominicana, y se instaló en la ciudad de Uberaba Brasil.